# 홍가권
홍가권(洪家拳)은 중국 남파(南派)에서 발전한 무술 유파로 홍희관(洪熙官)이 창시한 권법이다. 줄여서 《홍권》(洪拳)이라고도 한다. 영문 이름은 'Hung Gar' 혹은 'Hung Kuen'으로 많이 불린다. 영남무술 중 오권십삼가의 수장 격인 권법이며 남파 무술 중 가장 발전한 유파이다. 배 위에서 싸우기 위해 낮은 자세로 싸우는 남파 무술의 전통대로, 허리를 낮춘 자세에서 힘 있는 움직임이 특징이다. 즉효성과 실전성이 높으므로 중국 청나라 말기 반정부 비밀 결사에 널리 퍼졌다. 중국인들의 영웅인 황비홍(黃飛鴻)이 연마했던 권법으로 유명하다.

## 기원과 역사
홍가권의 역사는 명나라 말 청나라 초에, 복건성 남소림사의 속가 제자였던 홍희관(洪熙官)은 소림 무공의 달인이자 고승인 지선선사(至善禪師)로부터 소림의 무공을 전수받았다. 홍희관은 지선선사로부터 전수받은 권법을 자신의 신체에 맞게 개량하고 다시 스승의 조언을 구해 새로운 권법을 창안하기에 이르렀다. 그리고 새로이 창안한 권법에 자신의 성을 붙여 홍가권(洪家拳)이라 명명하여, 이때부터 홍가권의 역사가 시작되었다는 것이 정설이다.

## 발전
홍희관은 지선선사로부터 전수받은 《소림십팔나한복호권》(少林十八羅漢伏虎拳)을 개량하여 《공자복호권》(工字伏虎拳)을 창안하게 되었는데, 투로의 형태는 공(工)자를 띠고 있어 그렇게 명명되었다. 공자복호권은 강맹함과 쾌속함을 추구하는 권법으로 홍가권의 가장 기초가 되는 권법으로 유명하다. 홍희관은 또한 홍가권의 유명 투로이자 실전 기술이 집약된 호학쌍형권(虎鶴雙形拳)을 창안하게 되었는데 호학쌍형권을 창안하게 된 일화는 여럿이 있다. 그중 가장 설득력 있는 일화 두 가지는 아래와 같다.
- 기존에 호권과 학권은 소림오권(少林五拳) 속에 포함되어 있는 독립된 권법이었는데 스승인 지선선사(至善禪師)로부터 호권을 배운 홍희관이 학권의 고수인 아내 방영춘(方永春)으로부터 호권의 강맹함을 보완하기 위해 학권을 배웠고 스승 지선선사와 사제 방세옥(方世玉)을 죽인 청조의 앞잡이 백미도인(白眉道人)과 그의 제자 풍도덕(馮道德)과 싸우면서 즉흥적으로 호권과 학권을 결합하여 승리를 거두었다고 한다. 이에 즉흥적이었지만 자신이 쓴 기법에 놀란 홍희관은 체계적인 연구를 하여 마침내 호학쌍형권을 창시했다는 것이 정설이다.

- 두 번째 설은 영춘권(詠春拳)의 고수와의 대결 이후 창안하였다는 설이다. 어느 날 홍희관은 영춘권의 고수와 격투를 벌이게 되었는데, 이때 즉흥적으로 호권(虎拳)에 학권(鶴拳)을 결합하여 사용하여 영춘권사를 이겼다. 이에 홍희관은 이 기법의 놀라움을 깨닫고 연구에 매진하여 마침내 호학쌍형권을 창안하였다는 것이다.

이후 홍가권은 여러 대에 거쳐 내려오면서 마침내 황비홍(黃飛鴻)에게 전수되기에 이른다. 황비홍은 그의 아버지 황기영(黃驥英)으로부터 가문 대대로 내려온 홍가권을 익혀 15세의 나이에 도장을 운영하였는데, 그의 아버지 황기영은 광동십호(廣東十虎)의 반열에 오른 고수였다. 황비홍은 전수받은 홍가권의 권법들을 다시 한번 개량하여 불필요한 동작을 없애고 자신이 만든 새로운 형태를 추가하였다. 이때 공자복호권과 호학쌍형권이 크게 개량되었는데 헛점이 많은 동작들은 모두 배제시키고 효과적이고 즉실성이 높은 동작들로 새로 개편되었다고 한다. 또한 황비홍은 소걸아(蘇乞兒)로부터《취팔선권》(醉八仙拳)을, 철교삼(鐵橋三)의 제자인 임복성(林福成)으로부터는 《철선권》(鐵線拳)과 《비타》(飛砣)를, 송휘당(宋輝鏜)으로부터 《무영각》(無影脚)을 전수받아 홍가권에 편입시킴으로써 마침내 오늘날 홍가권의 형태를 완성시켰다. 이러한 개량과 편입 과정에서 새롭게 추가된 권법이 많아지고 홍가권의 교습 체계가 비로소 완비되어 근대 홍가권의 맥을 형성하였으므로 현재 황비홍이 계보를 잇는 홍가문 제자들은 황비홍을 사실상 근대 홍가권의 시조로 받들고 있다. 또한 황비홍은 채리불권(蔡李佛拳), 영춘권(詠春拳) 등 남파 지역에서 성행하는 모든 권법을 누르고 홍가권을 영남 무술 중 제일무술의 반열에 다시 올려놓아 이전보다 더욱 명성을 높게 하였으므로 오늘날의 무술가들은 황비홍을 홍가권의 일대종사(一代宗師)이자 중흥조로 받들고 있다. 

## 권의 특징과 체계
읭의홍가권은 명말 청초 반청복명(反淸復明)을 꾀하던 혁명 투사들이 배우던 권법으로 상당한 체력과 단련을 요구하는 권법이다. 혁명 투사들은 항상 도처에 위험이 도사리고 있어 장기간의 꾸준한 무술 수련을 할 수 없어 단기간에 강해지는 권법을 배워야 했는데 홍가권은 이에 가장 적합한 권법이었다. 홍가권에 입문하는 수련생들은 가장 먼저 공자복호권(工字伏虎拳)을 배우게 되는데 공자복호권은 홍가권의 기초를 다지는 권법이자 중요 권법으로 수련생들은 이 권법을 수련하면서 홍가권의 기본 자세를 익히고 홍가권을 수련하기 적합한 몸을 만들면서 체력을 기를 수 있다. 그 다음으로 배우는 것이 호학쌍형권(虎鶴雙形拳)으로 호학쌍형권은 홍가권의 핵심 투로이자 실전 기술을 연마할 수 있는 권법이다. 호학쌍형권까지 익힌 수련생들은 홍가권의 주요한 기술은 모두 익혔다고 볼 수 있다. 이외에 고급 투로에 속하는 철선권(鐵線拳)은 내공과 외공을 동시에 기르는 권법으로 제대로 익히면 굉장한 힘을 발휘할 수 있는데 매우 난해한 권법이므로 쉽게 가르쳐주지 않는다. 위의 세가지 권법을 홍가권에서 가장 중요시 여기므로 홍권삼보(洪拳三寶)라고도 부른다. 이외에도 오형권(五形拳), 십형권(十形拳) 등 부가적인 권법들이 있다.
홍가권의 대표적인 특징은 일지수(一指手)인데, 이것은 홍가권이 소림 권법으로부터 비롯되었기에 소림 권법과의 차별을 꾀하기 위해 창안해낸 홍가권만의 고유 수형(手形)이다. 홍가권의 무술 풍격을 보면 강(剛)을 위주로 하고 있으며 장교대마(長橋大馬), 장수장공(長手長攻), 대개대합(大開大合), 단교협마(短橋狹馬), 단교공격(短橋攻擊), 점신공방(貼身攻防) 등을 특징으로 하고 있다. 홍가권을 처음 연마할 때는 동교철마(銅橋鐵馬)를 단련해야 하며 기본 자세인 참장을 많이 연습해야 한다. 먼저 하체(鐵馬)를 튼튼하게 단련시켜야 하며, 양팔(銅橋)을 힘 있게 단련해야 한다. 기를 단전까지 끌어내릴 수 있을 정도까지 하고(氣息下沈) 그 다음에 수의 변화와 민첩성(變化靈活)을 연마하고, 다음에 상체와 하체를 배합(配合)시킨다. 신(身), 수(手), 보(步), 법(法), 요(腰), 마(馬), 안(眼), 정(精), 기(氣), 신(神)이 하나로 합체(合體)할 수 있어야 한다. 항상 몸과 자세가 같이 움직여야 한다. 이것을 신형 대동(身形帶動)이라 한다.

## 현대의 홍가권
중국에서의 홍가권의 이미지는 역사 상의 슈퍼 히어로들이 사용하는 권법, 혁명 투사들의 권법으로 인식되어 좋은 이미지를 가지고 있다. 또한 쇼브라더스 영화의 영향으로 전 세계적으로도 홍가권의 인기와 인지도는 매우 높은 편이며 전란이나 정변을 싫어하여 외국으로 건너간 무술가나 화교를 호위하는 경호원들 중에 홍가권 수행자가 매우 많아, 세계 각지의 차이나타운에서는 홍가권 도장이 다수 존재한다. 현재는 황비홍 제자들의 활약으로 전 세계 각지에 홍가권이 보급되고 있는데, 황비홍의 수제자인 임세영(林世英)과 황비홍의 마지막 아내인 막계란(莫桂蘭)은 홍콩에 터를 잡고 황비홍의 홍가권을 전수하여 대를 이어왔으며 이외 유럽 등지로 떠난 제자들이 서양에서도 활발하게 홍가권을 보급하였다. 황비홍이 수군 무예 교관이던 시절부터 그를 따라다니며 홍가권을 전수받았던 대만 수군 출신의 임가곤(林家坤)은 대만에 황비홍의 홍가권을 보급하였고, 복건성 출신의 장극치(張克治)는 임가곤으로부터 홍가권을 전수받아 대만에서 제자들을 양성하였다. 장극치의 제자들 중에는 화교 출신의 한국 무술가 필서신(畢庶信) 관장이 홍가권을 전수받아 현재 한국의 인천 차이나타운 근처에서 홍가권을 전수하고 있다.

## 구성
홍가권을 연마하는 사람은 먼저 기본 자세의 수련을 통해 기초를 확실히 다지고 권법 수련에 들어간다. 남파 무술에서는 필수적으로 행하고 있는 목인장(木人椿)수련 역시 홍가권에서 빠지지 않는 수련 코스로 홍가권의 권법과 무기술을 모두 익힌 수련생들이 연마하는 고급 과정에 속한다. 홍가권의 교수를 할 때는 교래교상과(橋來橋上過), 무교자조교(無橋自造橋)를 지켜야 한다.
- 강(剛) - 유(柔) - 핍(逼) - 직(直) - 분(分) - 정(定) - 촌(寸) - 제(提) - 류(流) - 운(運) - 제(制) - 정(訂)
- 침(鍼) - 권(圈) - 전(纏) - 삽(揷) - 절(截) - 운(運) - 봉(封) - 벽(劈) - 가(架) - 편(鞭) - 괘(掛) - 분(分

<기본 보법>
- 사평대마 (四平大馬)
- 삼각마 (三角馬)
- 자오마 (子午馬)
- 기린마 (麒麟馬)
- 이자겸양마 (二字箝羊馬)
- 복호마 (伏虎馬)
- 독학마 (獨鶴馬)

<권법>
- 복호권(伏虎拳)
- 공자복호권 (工字伏虎拳)
- 호학쌍형권 (虎鶴雙形拳)
- 철선권 (鐵線拳)
- 오형권 (五形拳)
- 십형권 (十形拳)
- 취권 (醉拳)
- 사권 (蛇拳)
- 맹호출림 (猛虎出林)
- 단학조지 (單鶴朝枝)
- 서보매화 (鼠步梅花)
- 괴자무영각 (拐子無影脚)

<무기술>
- 우산술 (雨傘術)
- 반룡곤 (盤龍棍)
- 홍문곤 (洪門棍)
- 홍문검 (洪門劍)
- 호접쌍도 (蝴蝶雙刀)
- 홍문단도 (洪門單刀)
- 오랑팔괘곤 (五郞八卦棍)
- 철선권 (鐵扇拳)
- 춘추대도 (春秋大刀)
- 삼십육판 (三十六板)
- 홍문창 (洪門槍)

<기타>
- 목인장 (木人椿)
- 홍권 12교수 (洪拳十二橋手)
- 홍권삼전수(洪拳三展手)

## 영화 속 홍가권
황비홍의 제자들은 주로 영화와 출판업에 종사하였는데 이로 인해 영화와 소설 등을 통해 홍가권과 황비홍의 이미지가 널리 퍼질 수 있었다. 특히 1940년대부터 원로 배우 관덕흥(關德興)이 황비홍 역을 맡아 정통 홍가권을 선보이는 것을 시작으로 7,80년대에는 황비홍의 적전 제자인 유가량 감독과 그의 형제들의 노력으로 홍가권을 다룬 영화들이 쏟아져 나왔다. 이로 인해 당시 홍콩 영화계에서 홍가권을 할 줄 모르는 배우는 배우로 캐스팅 될 자격이 없다는 말까지 나왔다고 한다. 이후 청룽(성룡, 成龍), 홍금보(洪金寶), 원표(元彪) 등 홍가권을 익힌 배우들이 코믹 무협 영화를 통해 홍가권을 선보여 한동안 홍가권의 붐이 일기도 하였다. 그러나 1990년대 이연걸(李连杰)의 영화 황비홍 (영화)(黃飛鴻) 시리즈에서 정작 황비홍 역을 맡은 이연걸은 홍가권을 할 줄 몰라 정통 홍가권을 선보이지 못했다.최근에는 쿵푸허슬에서 실제 홍가권의 고수인 조지릉(趙志凌)이 양복점 재단사 테일러 역을 맡아 홍가권의 한 형태인 철선권을 선보였고 엽문 2에서는 홍가권의 고수인 홍진남 역을 맡은 홍금보가 홍가권을 응용한 액션으로 극중 엽문 역을 맡은 견자단(甄子丹)의 영춘권과 함께 화려한 액션을 연출하기도 하였다.

## 같이 보기
- 지선선사
- 황기영
- 황페이훙
- 린스룽

## 참조
- 소림홍권(공자복호권) - 중화민국장권홍권추광학회 / 少林洪拳(工字伏虎拳) - 中華民國長拳洪拳推廣學會
- 홍권지약 - 장홍무술학회 / 洪拳之鑰 - 長洪武術學會